# 一硅化二镍
一硅化二镍是一种硅化物，化学式为Ni2Si。它可由镍和硅的粉末在高温反应制得，或由镍的纳米颗粒与苯基硅烷在三辛胺中反应得到。它和铝加热反应，可以得到Al3Ni和Al3Ni2。

## 延伸阅读
- Lavoie, C.; d’Heurle, F.M.; Detavernier, C.; Cabral, C., , Microelectronic Engineering, Nov 2003, 70 (2–4): 144–157, doi:10.1016/S0167-9317(03)00380-0